# Digital Signature Standard
O Padrão de assinatura digital (DSS) é o padrão que usa o algoritmo de assinatura digital (DSA) para seu algoritmo de assinatura e SHA-1 como algoritmo de hash de mensagens. O DSA é uma codificação de chave pública usada apenas para gerar assinaturas digitais e não pode ser usada para criptografia de dados.
A assinatura DSA baseia-se na assinatura do ElGamal, mas é computacionalmente mais econômica porque trabalha com um grupo menor de potências do corpo finito.

## Geração da firma
Para gerar a firma {\displaystyle (x,y)}:
1. Escolhe um número primo {\displaystyle p} de {\displaystyle L} bits, onde {\displaystyle 512\leq L\leq 1024} e {\displaystyle L} é divisível por {\displaystyle 64}.
2. Escolhe um número primo {\displaystyle q} de {\displaystyle 160} bits, tal que {\displaystyle p-1=qz}, onde {\displaystyle z} é algum número natural.
3. Escolhe {\displaystyle h}, onde {\displaystyle 1<h<p-1} tal que {\displaystyle g=h^{z}\mod p>1}.
4. Escolhe {\displaystyle x} de forma aleatória, onde {\displaystyle 1<x<q-1}.
5. Calcula {\displaystyle y=g^{x}\mod p}.

Os dados públicos são {\displaystyle p}, {\displaystyle q}, {\displaystyle g} e {\displaystyle y}. A firma, a chave privada, é {\displaystyle x}.

## Assinatura
Pra assinar à mensagem {\displaystyle m} por pela firma {\displaystyle (x,y)}:
1. Escolhe um número aleatório {\displaystyle k}, onde {\displaystyle 1<k<q}.
2. Calcula {\displaystyle r=(g^{k}\mod p)\mod q}.
3. Calcula {\displaystyle s=k^{-1}(H(m)+r\cdot x)\mod q}, onde {\displaystyle H(m)} é a função hash SHA-1 aplicada à mensagem {\displaystyle m}.
4. A assinatura é o par {\displaystyle (r,s)}.

Si {\displaystyle r} ou {\displaystyle s} é zero, repete!

## Verificação
1. Calcula {\displaystyle w=s^{-1}\mod q}.
2. Calcula {\displaystyle u_{1}=H(m)\cdot w\mod q}.
3. Calcula {\displaystyle u_{2}=r\cdot w\mod q}.
4. Calcula {\displaystyle v=[gu_{1}\cdot yu_{2}\mod p]\mod q}.
5. A assinatura é válida se {\displaystyle v=r}.

## Demonstração do Algoritmo
De {\displaystyle g=h^{z}\mod p} segue {\displaystyle g^{q}\equiv h^{qz}\equiv h^{p-1}\equiv 1\mod p} pelo Pequeno Teorema de Fermat. Já que {\displaystyle g>1} e {\displaystyle q} é primo segue que {\displaystyle g} tem ordem {\displaystyle q}.
O firmador computa 
{\displaystyle s=k^{-1}(\mathrm {SHA-1} (m)+xr)\mod q.}
Então 
{\displaystyle k\equiv \mathrm {SHA-1} (m)s^{-1}+xrs^{-1}\equiv \mathrm {SHA-1} (m)w+xrw\mod {q}.}
Já que {\displaystyle g} tem ordem {\displaystyle q}, 
{\displaystyle g^{k}\equiv g^{\mathrm {SHA-1} (m)w}g^{xrw}\equiv g^{\mathrm {SHA-1} (m)w}y^{rw}\equiv g^{u_{1}}y^{u_{2}}\mod p.}
Finalmente,
{\displaystyle r=(g^{k}\mod p)\mod q=(g^{u_{1}}y^{u_{2}}\mod p)\mod q=v.}